# Chetostoma
Chetostoma is een geslacht van insecten uit de familie van de Boorvliegen (Tephritidae), die tot de orde tweevleugeligen (Diptera) behoort.

## Soorten
- C. californica (Blanc, 1959)
- C. curvinerve: Borstelbekboorvlieg Rondani, 1856
- C. rubida (Coquillett, 1899)
- C. stackelbergi: Kortborstelbekboorvlieg (Rohdendorf, 1955)